# Вила Сан Никола (Авелино)
Вила Сан Никола (итал. Villa San Nicola) је насеље у Италији у округу Авелино, региону Кампанија.
Према процени из 2011. у насељу је живело 420 становника. Насеље се налази на надморској висини од 348 м.